# Гркокатоличка црква Вазнесења Господњег у Сремској Митровици
Гркокатоличка црква Вазнесења Господњег, богослужбени је храм у граду Сремска Митровица. Црква припада  Гркокатоличкој епархији Светог Николе у Руском Крстуру. Црква је посвећена Вазнесењу Господњем. Садашњи парох је јереј Игор Вовк.

## Историјат
Гркокатоличка парохија у Сремској Митровици основана је 1886. године. Након 1848. године у Сремску Митровицу почели су се насељавати Украјинци и Русини из североисточне Угарске, данас Западне Украјине, тако да је њихов број већ 1885. године досегао до 300 припадника. Први душебрижник новоосноване парохије био је Максимилијан Релић из села Релића. Владика Илија Храниловић је о свом трошку прибавио све потребно за вршење богослужења, а од бискупа Јосипа Штросмајера добио је дозволу да гркокатолици користе капелу Св. Рока на римокатоличком гробљу. Црква је почела са изградњом храма Вознесења Господњег 24. септембра 1905. године и изграђена је у следећим годинама. Црква је била више пута оштећавана 2000-их година, кад је уништен и оригинални скупоцени олтар.

## Архитектура
Црква је изграђена у неороманици. То је тробродна грађевина са предворјем, главним бродом и два бочна, пространом солејом и клеросима, светиштем са високим иконостасом солидне занатлијске израде. У светишту је мермерни олтар браон боје и уметнички израђен балдахином. Прозори су у светишту и солеји фигурални, а бредовима геометријски. Пет витража1906. године су поклонили богатији парохијани из Митровице.
Црква има три олтара: главни у средишту и два бочна: покров Богородице и олтар св. Антонија Пустињака. Унутрашња архитектура - ентеријер је оригиналан по томе што је унутрашњост изведена у ритму (метрика) Шуманове сонате. Верници ове парохије су махом гркокатолички Украјинци, Русини, ређе и чешће као посетиоци Бугари, Мађари, Срби, Хрвати.

## Пароси
Хронолошки попис пароха са годином почетка и краја њихове службе у парохији:
- О. Максимилијан Релић (1886-1902.)
- О. Владислав Храниловић (1902-1923.)
- О. Владимир Сегеди (1923-1930.)
- О. Илија Гарапић (1930-1949.)
- О. Мирон Хирјовати (1949-1973.)
- О. Стефан Питка (1973-2003.)
- О. Михајло Режак (2003-2008.)
- О. Зиновиј Вовк (2008-2012.)
- О. Владислав Варга (2012-2021.)
- О. Игор Вовк (2021-данас)